# Тамил-Илам
Тамил-И́лам (там. தமிழ் ஈழம்) — проект создания независимого государства тамилов Шри-Ланки, выдвинутый тамильскими сепаратистами в 1976 году. В период гражданской войны (1983—2009) данное государственное образование существовало де-факто в северных и восточных областях Шри-Ланки, контролируемых националистической сепаратистской организацией «Тигры освобождения Тамил-Илама» (ТОТИ).
К 2009 году Тамил-Илам практически утратил контроль над территорией, на которую претендовал. К 16 мая 2009 года Тамил-Илам фактически прекратил своё существование, будучи отрезанным от моря наступающими правительственными войсками и сохраняя контроль лишь над крошечным участком возле небольшой лагуны на северо-востоке острова. 17 мая представители группировки ТОТИ признали своё поражение, а лидер группировки Велупиллаи Прабхакаран был найден мёртвым. 18 мая были подавлены последние организованные узлы сопротивления партизан. Отдельные малочисленные отряды повстанцев из организации ТОТИ продолжают скрываться в джунглях.

## История

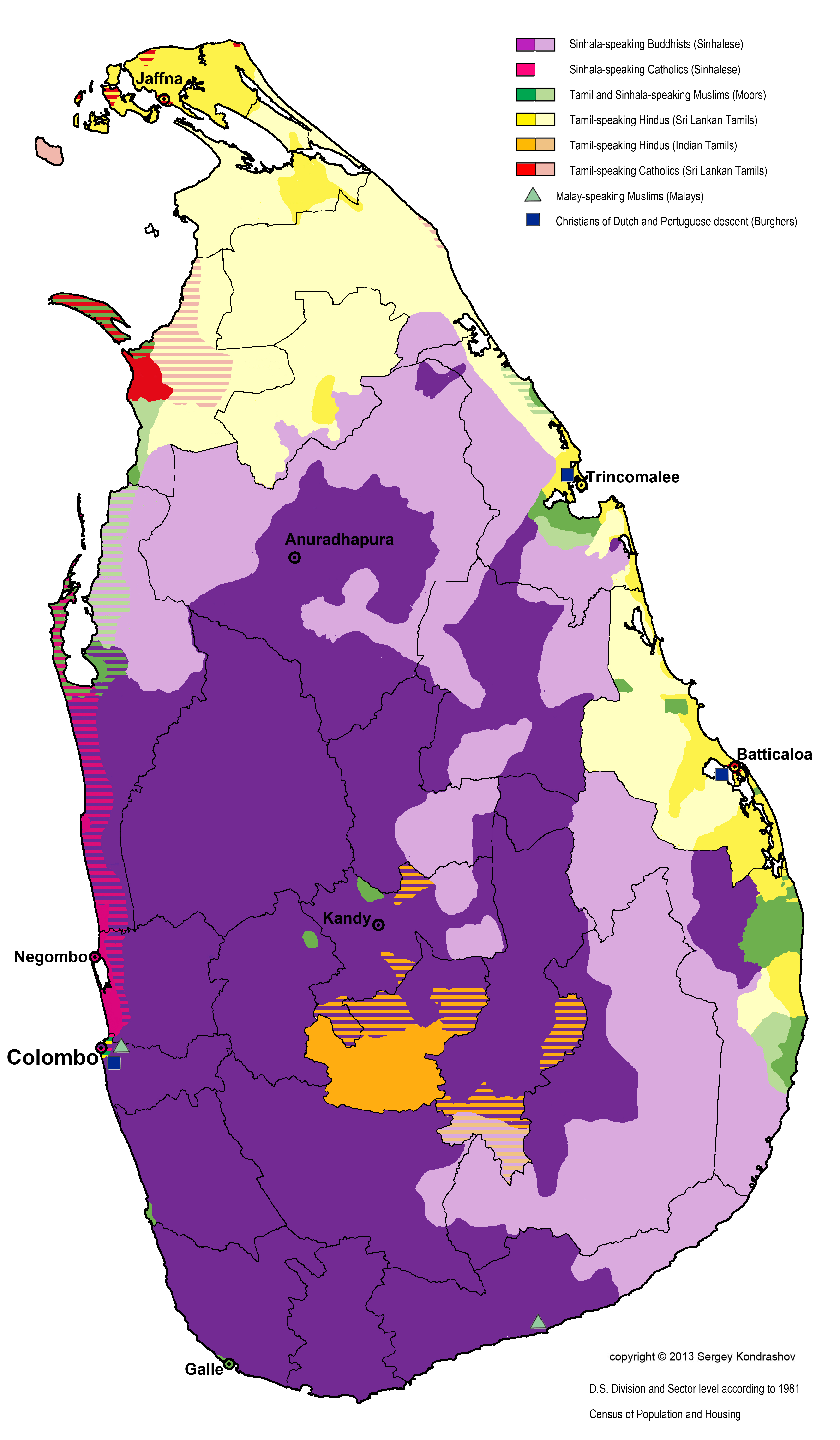
Географическое распределение языковых и религиозных групп населения Шри Ланки согласно данным переписи населения 1981 года

Понятие Тамил-Илам исходит от организации Тамильский объединённый фронт освобождения (TULF), которая в 1976 выдвинула идею независимого государства для тамильцев. После политических конфликтов по поводу изменения конституции в 1978, когда стали выдвигаться требования территориального разграничения, стали создаваться вооружённые формирования и появилось название Тамил-Илам. TULF указывала следующие районы Шри-Ланка: Джаффна, Килиноччи, Муллайтиву, Маннар, Путталам, Тринкомали, Баттикалоа и Ампара. Организации типа EPRLF причисляло к Иламу все районы с тамильским большинством, включая районы в глубине страны, населённые тамильскими крестьянами.

## Ситуация в 2005 году

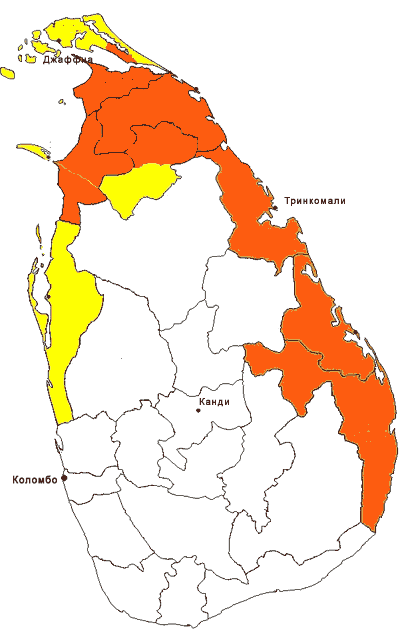
Оранжевым цветом на карте обозначены территории, контролировавшиеся Тамил-Иламом, жёлтым — территории Шри-Ланки, на которые Тамил Илам претендовал. Состояние на декабрь 2005 года

Территорию Тамил-Илама контролировала организация «Тигры Освобождения Тамил-Илама» (LTTE), используя вооружённое сопротивление и взрывы смертников. Однако суверенитет этого района не был признан ни одной страной, входящей в ООН, включая центральное правительство Шри-Ланки. Территория, контролировавшаяся сепаратистами, полностью была зависима от Шри-Ланки с точки зрения снабжения водой, электричеством, транспортной инфраструктуры. На территории Тамил-Илама не было ни одного аэропорта; в качестве валюты на этой территории ходили рупии Шри-Ланки.
Лидером тамилов являлся Велупиллаи Прабхакаран.

## Боевые действия с января по май 2009
В 2008 году правительство Шри-Ланки начало новую широкомасштабную операцию против сепаратистов, пообещав, что в 2009 году с ТОТИ будет покончено. 2 января 2009 года правительственным войскам после месяца ожесточённых боёв удалось взять «столицу тигров» город Килиноччи. Последний опорный пункт ТОТИ, город Муллайтиву, пал 25 января. Некоторые боевики укрылись в ближайших джунглях.
16 мая президент Шри-Ланки после захвата его армией всего побережья вдоль острова объявил о победе над «тамильскими тиграми». Отдельные отряды боевиков продолжали контролировать лишь вытянутую на несколько километров песчаную косу, изолированную от основной части острова.
17 мая группировка ТОТИ признала своё поражение и заявила о прекращении огня.